# Authenbach
Der Authenbach ist ein knapp einen Kilometer langer linker Zufluss des  Nußbaches im
rheinland-pfälzischen Donnersbergkreis.

## Geographie

### Verlauf
Der Authenbach entspringt im Naturraum Moschelhöhen des Nordpfälzer Berglandes auf einer Höhe von 287 m ü. NHN in einem Grünstreifen am Westhang der Anhöhe Ebenhölle  (333,2 m) westsüdwestlich der zur Verbandsgemeinde Nordpfälzer Land gehörenden  Ortsgemeinde Rathskirchen, jedoch auf dem Gebiete der zur gleichen Verbandsgemeinde gehörenden Ortsgemeinde Seelen.
Er  fließt zunächst knapp 150 m nordwärts durch Felder und Wiesen, passiert dann die Gemeindegrenze nach Rathskirchen und wird danach etwa 200 m bachabwärts in der Flur Woogwiesen auf seiner linken Seite von dem aus dem Südwesten kommenden  Hahnenbach gespeist.
Der Authenbach läuft dann nordnordöstlich durch Grünland und mündet schließlich auf einer Höhe von (268 m) südsüdöstlich des Rathskirchener Ortsteils Rudolphskirchen in  den aus dem Südsüdosten heranziehenden Nußbach.

### Zuflüsse
- Hahnenbach (links), 0,5 km